# スピーシーズ2
『スピーシーズ2』（原題：Species II）は、1998年に公開されたアメリカ合衆国のSFホラー映画。

## 概要
MGM配給で大ヒットを収めた『スピーシーズ 種の起源』のフランチャイズ第2作目。前作で生き残った元・傭兵のトラブル解決屋プレスと科学者ローラが、新たなエイリアンとの戦いを繰り広げる。前作でエイリアンのシルを演じたナターシャ・ヘンストリッジも、シルのクローン役で引き続き出演する。
1998年4月10日にアメリカで公開された本作は、映画評論家たちから酷評された。興行は国内で1,920万ドル、全世界で3,000万ドル弱に留まり失敗に終わったが、その後もテレビ映画の第3作『スピーシーズ3 禁断の種』が製作され、ヘンストリッジが特別出演している。

## ストーリー
有人火星探査に挑んでいる女性飛行士アン、黒人男性デニス、そして元・フットボール界のエースにして上院議員の息子パトリック。地表に降りて掘削作業を終えたパトリックは、火星の土をサンプルとして母船に持ち帰る。サンプルから溶け出した物質によって乗組員は異星生物のDNAに冒され、その自覚がないまま彼らは地球へ帰還した。その頃、軍の研究施設内では、地球人と異星人のハイブリッド生命体“シル”の細胞から作られたクローンのイヴが、異星人への対策用として育てられていた。イヴは人間に従順な性格にするため、エイリアンのDNAを休眠状態に保ち、男を見て生殖本能を起こさないよう、全員女性スタッフのみの実験室に隔離している。
地球帰還後は10日間の性行為を禁じられているにもかかわらず、好色なパトリックは早くも2人の女性相手にセックスを行なっていた。彼の射精を受けた女性は短時間で妊娠し、みるみる膨れ上がった子宮を突き破って新生児が現われる。パトリックは2人の男児を実家の小屋へと連れて行った。一方、火星から帰還した飛行士たちの血液検査をするオリンスキー博士は、パトリックの血液サンプルに異常なDNAを発見するが、壁を突き破ったエイリアンの手で殺害された。博士の遺体を調査した結果、イヴに似た細胞を持つ異星生物が地球に入り込んだことが判明。その調査にイヴを使うよう軍の司令が降りる中、イヴを育てていたローラ博士と、彼女とは旧知の間柄の始末屋プレスは、渋々再度のエイリアン退治に駆り出される。
プレスとローラは政府の火星調査に反対したクロムウェル博士から話を聞き、飛行士らの行方を探している頃、異星人のDNAに侵されているとは知らないアンは、夫のハリーとセックスを始めようとしていた。10日間の禁欲で性欲が溜まっていたアンは、プレスたちが家に到着する前に、ハリーを膣内で射精させてしまう。精液を注がれた数分後には子宮が膨張を始め、腹を突き破って現れたエイリアンの子はハリーを殺害。現場に踏み込んだプレスは対象を駆除するが、腹部が破裂したアンは死亡した。デニスだけは何にも感染していないことが検査で判明し、プレスの捜査チームに加わる。パトリックは自分とセックスを終えた婚約者が、子宮が破裂した死体と化している現場を見て悲観し、ショットガンで自殺を遂げた。しかし散弾で破壊された頭部はすぐ自己修復され、エイリアンの意識に目覚めたパトリックは、街の売春婦やストリッパーたちとセックスを続ける。
休眠中のエイリアンのDNAを活性化させ、テレパシーでパトリックを探すイヴは、彼と精神が同調したことでパトリックからも捕捉された。プレスに一度捕まったパトリックは研究所のイヴと接触。パトリックはその場から逃亡するが、同族の雄を見て発情したイヴも研究所を脱走し、パトリックを求めて走り続ける。デニスがエイリアンのDNAに感染しなかったのは、彼が鎌状赤血球症のキャリアだったからと分かった。エイリアンは自分の遺伝子を守るために持病のある人間を本能的に避けているのだ。ローラはデニスの血液成分から対エイリアン用の薬品を生成する。
パトリックが人間の女性に産ませた子供はすでに10数人にも昇り、成体になるべく小屋の中で次々と蛹になっていた。小屋に到着したローラとデニスが、対エイリアン用の薬品を散布して蛹の中身を処分している頃、パトリックのもとに辿りついたイヴは全裸になり、異形の怪物と化した彼と遂に交尾を始めてしまう。2体が交わっている現場に来たプレスが、イヴに離れるよう呼びかけるが、パトリックの性器と繋がった彼女は反応しない。交尾を終えたパトリックは四つ足の獣型エイリアンに変身し、プレスとデニスを攻撃した。助けを求めるローラの声に反応し、自我を取り戻したイヴは背後のパトリックを突き刺し、抗戦の果てに致命傷を負う。デニスの血液が付いたピッチフォークで刺されたパトリックは、体内に異物の遺伝子が混入したことで身体が崩れ始め、プレスたちは辛くも勝利した。
事件が終わり、イヴの身体が運び込まれた軍の救急搬送車には、生き延びたパトリックの子が1人乗っていた。すでにイヴはパトリックと交尾中に射精されており、まだ絶命していなかった彼女の下腹部は急速に膨らんで行くのだった。

## 登場人物

### 主要人物
プレストン・レノックス
演 - マイケル・マドセン
民間警備会社「プレス・レノックス・セキュリティサービス」の社長。
通称プレス。新たなエイリアン襲撃により再度召集され、一度は断ったものの、100万ドルの非課税報酬を出すというバージェス大佐の頼みで引き受ける。火星の有人探査に反対していたクロムウェル博士の話から、宇宙飛行士たちがエイリアンのDNAに感染していることを確信。飛行士の中でデニスだけが感染していなかったことから、彼と共にパトリックの追跡に赴く。
イヴ
演 - ナターシャ・ヘンストリッジ
ベイカー研究所で生み出されたシルのクローン体。
オリジナルの個体とは違い人間に従順で、対エイリアン用の薬品実験のために不本意ながら被検体になっている。シル以上に理知的な面を持ち、どこにも行けず誰にも会えないことに寂しさを感じ、強化ガラスで囲まれた隔離施設の中で生活している。休眠していたエイリアンのDNAを放射線照射で活性化させたことで、同族パトリックに発情。シルが持っていた生殖本能に目覚めてしまう。
イヴ（エイリアン形態）
演 - モニカ・スタッグス
パトリックと交尾する時と、最後の戦いの場面でのみ変身。エイリアンとしての外見は前作のシルとほぼ同一で、前作同様に乳首部分から触手が伸びる。パトリックを倒すようローラ博士が呼びかける声に反応し、人間らしさを取り戻した。背中の突起は伸縮自在で、背後のパトリックを突き刺す攻撃に使っている。身長5フィート 10 インチ（1.8m）、体重145 ポンド（推定66kg）。
ローラ・ベイカー
演 - マーグ・ヘルゲンバーガー
ベイカー研究所の所長。
バージェス大佐率いる軍の監視下にある研究施設で、対エイリアン用にシルのクローンを作り出した。地球外生命体の襲来に備えた毒薬の開発を任されている。イヴは実験動物ではなく半分は人間だという人道的見地から、彼女のエイリアンのDNAを目覚めさせる軍の指示に反対するも、イヴから協力の申し出を受けた。イヴがパトリックが交わって純血のエイリアンを産むことを危惧するが、その不安は的中する。
デニス・ギャンブル
演 - ミケルティ・ウィリアムソン
火星探査に赴いた宇宙飛行士の1人。
火星帰還の際に液状のDNAに襲われたが、体内に鎌状赤血球を持っていたため唯一寄生されなかった。軍に連行され血液検査を受けたことでプレスらと知り合い、彼らと共に行動をする。ショットガンで吹き飛んだパトリックの頭が元に戻る現場を目撃。終盤、自分の血を使ってパトリックを倒すため、プレスにピッチフォークで脚を刺すよう指示した。
アン・サンバス
演 - ミリアム・シル
火星探査に赴いた宇宙飛行士の1人。
調査隊員の中で唯一の女性メンバー。地球帰還後に10日間の性行為禁止を言い渡され、不満を漏らした。エイリアンのDNAに冒されている自覚がないまま、ハリーとセックスを行なってしまい、ローラが散布した毒薬によって死亡する。
カーター・バージェス
演 - ジョージ・ズンザ
アメリカ軍の大佐。ローラのパトロン的存在。
対エイリアンの毒薬の軍事利用を推進し、イヴを実験体にした薬品開発をローラ博士に急がせている。新たなエイリアンの追跡を拒むプレスを、高額報酬と引き換えに協力させた。国防意識が強く、息子を溺愛するロス上院議員にも高圧的な言動で警告を発する。
セナター・ジャドソン・ロス
演 - ジェームズ・クロムウェル
パトリックの父親の上院議員。
息子の女癖の悪さに頭を悩ませており、次期大統領候補としてわきまえるよう注意する。バージェス大佐からパトリックのエイリアン化を告げられ、実家の小屋を隠れ家にしている息子を助けようとする。すでにエイリアンの人格が強くなっているパトリックの触手で殺された。
ハーマン・クロムウェル
演 - ピーター・ボイル
精神科病院に収容されている元・科学者。
火星が豊かな環境だった10億年前、そこに疫病のようなエイリアンが来たことで化石の星となったことを突き止めていた。エイリアンのDNAが残っているかも知れない星へ行かぬよう、政府の火星探査に反対し、ペンタゴンの将軍を殴ったことで狂人扱いされた。
オリンスキー博士
演 - バクスター・ハリス
宇宙センターの医師。
かつてクロムウェルの弟子だった科学者。火星から帰還した3人の宇宙飛行士の身体検査をし、10日間の性行為を禁じる。パトリックの血液サンプルに異常を発見して、電話でクロムウェルに知らせようとしたところを、エイリアン形態のパトリックに襲われて死亡。
パトリック・ロス
演 - ジャスティン・ラザード
火星探査に赴いた宇宙飛行士の1人。本作における敵エイリアン。
火星から帰還する宇宙船の中で異星人のDNAに冒され、複数の女性とセックスを重ねる中で、エイリアンの人格が強くなって行く。パトリックと同化したエイリアンはシル同様、繁殖能力が非常に強い種族であり、その精液は女性を数分で妊娠させる。婚約者メリッサとセックスをした翌朝、彼女の変わり果てた姿を見て絶望し、ショットガン自殺を図ったがすぐに復活。テレパシーを介してイヴと同調したことで彼女を求めるようになり、父ジャドソンを殺害した後にイヴと邂逅。
パトリック（エイリアン形態）
演 - ヴィンセント・ハモンド
イヴの男性版である交尾形態から、4足歩行の攻撃モードに変身する。獣のような攻撃モードの身長は最大12フィート（約4m）、体重1,500 ポンド（推定682kg）。攻撃モードの頭部は中央から割れ、２つに分割した頭もそれぞれ二重頭に変形する。

### その他
マーシー
演 – ナンシー・ラ・スカラ
政治資金パーティーに来ていた美女。パトリックの最初の子供を産んだ。
ロス上院議員のスピーチ中にパトリックを誘惑し、スイートルームに来るよう誘う。パトリックと激しいセックスで膣内射精された後、バスルームに行くと子宮が急激に膨らみ始め、大きな腹を突き破って子供が現われた。
マーシーの妹
演 – ラクウェル・ガードナー
政治資金パーティーに来ていた美女。パトリックの2人目の子供を産んだ。
姉と交代でパトリックとセックスを行なった。行為中に彼の身体から触手が伸びているのに気づき、離れるよう必死で声をあげるものの、エイリアンに覚醒しつつあるパトリックはオーガズムの叫びと共に彼女の性器内に射精する。
メリッサ
演 – サラ・ウィンター
パトリック・ロスの婚約者。パトリックの3人目の子を産んだ。
宇宙飛行士の10日間の性交渉隔離の最終日、パトリックにセックスを求める。あまり乗り気ではない憂鬱そうな彼に「すべて私にまかせて」と呼びかけてセックスを行なうが、翌朝パトリックが目覚めた時には下腹部が破裂した姿で死亡していた。
ハリー・サンパス
演 - スコット・モーガン
アンの夫。アンが火星から帰還して10日後に性交するが、アンの身に何が起こったかを察し、911に電話しようとするが、誕生した子供に殺害される。

## 出演者
| 役名                       | 俳優                       | 日本語吹き替え                                                          | 日本語吹き替え | 日本語吹き替え |
| 役名                       | 俳優                       | ソフト版                                                                | フジテレビ版 |                |
| -------------------------- | -------------------------- | ----------------------------------------------------------------------- | --- | -------------- |
| プレス・レノックス         | マイケル・マドセン         | 大塚明夫                                                                | 菅生隆之 |                |
| イヴ                       | ナターシャ・ヘンストリッジ | 湯屋敦子                                                                | 堀越真己 |                |
| ローラ・ベイカー           | マーグ・ヘルゲンバーガー   | 佐藤しのぶ                                                              | 塩田朋子 |                |
| デニス・ギャンブル         | ミケルティ・ウィリアムソン | 後藤哲夫                                                                | 江原正士 |                |
| カーター・バージェス       | ジョージ・ズンザ           | 辻親八                                                                  | 秋元羊介 |                |
| セナター・ジャドソン・ロス | ジェームズ・クロムウェル   | 岩田安生                                                                | 山野史人 |                |
| パトリック・ロス           | ジャスティン・ラザード     | 森田順平                                                                | 家中宏 |                |
| アン・サンバス             | ミリアム・シル             | 小林優子                                                                | 魏涼子 |                |
| オリンスキー博士           | バクスター・ハリス         | 茶風林                                                                  | 喜多川拓郎 |                |
| ハーマン・クロムウェル     | ピーター・ボイル           | 水野龍司                                                                | 小川隆市 |                |
| その他                     | N/A                        | 仲野裕 稲葉実 藤生聖子 中博史 榎本智恵子 喜田あゆ美 すずき紀子 鈴木正和 | 上田敏也、岩田安生 鈴鹿千春、林真里花 柳沢栄治、横尾博之 大黒和広、荒井静香 森本73子、小室正幸 中條佐栄子、渡部洋 花嶋千代、安東桂吾 |                |
| 日本語版制作スタッフ       |                            |                                                                         | |                |
| 演出                       | N/A                        | 伊達康将                                                                | 松川陸 |                |
| 翻訳                       | N/A                        | 菊地浩司（字幕） 岸田恵子（吹替）                                       | 佐藤恵子 |                |
| 調整                       | N/A                        | 松中秀紀                                                                | 田中和成 |                |
| 効果                       | N/A                        |                                                                         | リレーション |                |
| 編集                       | N/A                        | オムニバス・ジャパン                                                    | |                |
| プロデューサー             | N/A                        | 東慎一                                                                  | |                |
| 制作                       | N/A                        | 東北新社 ワーナー・ホーム・ビデオ                                       | 東北新社 |                |
| 初回放送                   | N/A                        | N/A                                                                     | 2002年4月27日 『ゴールデンシアター』                                                                                                 |                |

## スタッフ
- 製作 - フランク・マンキューソ・ジュニア[2]
- 監督 - ピーター・メダック（英語版）[2]
- 脚本 - クリス・ブランカトー[2]
- 製作総指揮 - デニス・フェルドマン（英語版）[2]
- 撮影 - マシュー・F・レオネッティ[2]
- 編集 - リチャード・ノード（英語版）[2]
- 音楽 - エドワード・シェアマー[2]
- 美術 - ミルジャン・クレカ・クルジャコヴィッチ[2]
- “スピーシーズ” デザイン - H・R・ギーガー[3]
- 衣装デザイン - リチャード・ブルーノ[2]
- 特殊メイク/クリーチャー・クリエイト - スティーヴ・ジョンソン（英語版）[3]
- 特殊メイク - クリストファー・アレン・ネルソン[3]、デイブ・スナイダー[3]
- アニマトロニクス・デザイナー – ロバート・ニュートン[3]
- 四足パトリック・デザイナー – ダン・リバート[3]
- 特殊効果 - ジョセフ・クロスバーグ[2]
- スタント・コーディネーター - デビッド・バレット[3]
- 配給 - メトロ・ゴールドウィン・メイヤー[3]
- 字幕 - 菊地浩司[2]

## 製作
MGMスタジオと『新アウターリミッツ』の企画に取り組んでいた脚本家のクリス・ブランカトーは、スタジオが『スピーシーズ』の続編に前向きなことを知った。そこで2体のハイブリッド・エイリアンが地球の女性を襲う話を提案したところ、プロデューサーのフランク・マンキューソ・ジュニアから「オリジナルをなぞった続編にならないよう、別の角度からアプローチして欲しい」と助言される。ブランカトーはスパイ小説『影なき狙撃者』から着想を得て、“大きな使命を成し遂げた英雄が、恐ろしい物を内に秘めて帰ってくる”といった話を考案した。火星探査に降り立った宇宙飛行士が、異星人のDNAに感染して地球に帰還するという、ブランカトーが提出したストーリーをマンキューソ・ジュニアが承認。人類による火星の有人探査の可能性をブランカトーがNASAの科学者に質問したところ、「可能性はあるが、非常に予算がかかる」との返事だった。この時点ではまだナターシャ・ヘンストリッジの復帰が決まっていなかったため、新キャラクターのイヴ役を、ヘンストリッジか、あるいは同様に美しい女優のどちらかのように脚本を書いている。ブランカトーは“エイリアンのDNAに冒された宇宙飛行士”という新しい悪役を、「狼男のような一時的に同情を感じさせる人物であり、怪物にされてしまったことに責任はない」と捉え、イヴと対峙させて彼らが戦うのか。交尾するのかスリリングに描こうと考えた。
前作で生き残ったプレス役のマイケル・マドセンと、ローラ博士役のマーグ・ヘルゲンバーガーは、観客を呼び戻すために必須と考えたブランカトーは、この２人を再登場させることにしたが、多忙だったフォレスト・ウィテカーの出演は望めそうもなかったため、ダンに代わる別のアフリカ系アメリカ人の新キャラクター、デニスが用意された。マンキューソ・ジュニアはホラー映画『チェンジリング』を撮ったピーター・メダックを監督に迎える。
脚本を読んだヘンストリッジは内容を気に入り、ピーター・メダック監督と仕事が出来ることにも前向きで、続編の出演にサインをした。マンキューソ・ジュアニアはブランカトーの脚本と同時期に別のストーリーも準備しており、伝えられるところによると、シルの触手を食べたネズミがエイリアンの因子に感染する、前作ラストシーンのクリフハンガーを引き継いだ内容であったという。
MGMから続編への参加を呼びかけられたH・R・ギーガーは、敬愛するピーター・メダックが監督を務めると聞いて大変喜び、それが決断に大きく影響したという。ギーガーはスタッフに招待されて、ピーター・メダック、マンキューソ・ジュニア、スティーヴ・ジョンソン、アニマトロニクスのスタッフたちと共にカリフォルニアで過ごした。前作『スピーシーズ』で ロジャー・ドナルドソン監督とは殆ど連絡を取り合っていなかったが、「ピーターはチューリッヒに来るには忙し過ぎたので、電話で打ち合わせをしましたし、ニューヨークのエージェントとも会いました。彼らがクリエイティブな同志として私に敬意を示し、私が出したアイデアに興味を抱いてくれたことが、とても嬉しかった」と、ギーガーは話している:29。ギーガーは、前作のシルのCGIモデルの酷さに不満を漏らしていたので、マンキューソ・ジュニアから続編に誘われた時は少々驚いていた。「フランク（マンキューソ・ジュニア）から『スピーシーズ2』への復帰を誘われて、非常に嬉しく思いました。彼は徹底したプロフェッショナルで、自分がプロデュースする映画で何が最善かを考えています」とギーガーは語る:2。
ピーター・メダックが『スピーシーズ2』の監督契約を交わす時、マンキューソ・ジュニアに真っ先に確認したことは「この続編にもギーガーは参加するのか？」だった。メダックはもともとギーガーの大ファンだったのだ。メダックとギーガーの直接の打ち合わせは1週間のみだったが、その後も電話を通して延々と話し合い、ギーガーはFAXを通じて様々なアイデアやスケッチを送ってきた。その枚数は最終的に150枚に達し、メダックは大切に保管しているという:2。
イヴとパトリックという2体の異星生命体の交尾シーンは短いものだが、この2体の子作りこそが物語の鍵になるとメダックは考えていた。メダックは「この場面は美しく牧歌的で、叙情的に描きたかったのです。ギーガーは交尾シーンに関するスケッチや、パトリックの頭部から伸びた髪が触手のようになるアイデアを出してくれました」と語った:2。
雄のエイリアン、パトリックのデザイン画をメダックに送ったギーガーは、平均的な欧米人の身長より30cm以上も背が高い怪物がゴム製のスーツに置き換えられた時点で、不気味なエレガントさを失うだろうと気を揉んだ。このスーツ制作のアプローチに関してスティーヴ・ジョンソンの工房であるXFXと激しい議論を重ね、スティーヴともデザインについて何度も話し合ったが、最終的にXFX側の主張が通ることになってギーガーは落胆した:4。ギーガーは、XFXが考えたパトリックのデザインを受け入れざるを得ないと思った時、最初に描いたデザイン画を改良しようと思った。「前作で私がデザインしたシルを改良した、ヒューマン型のパトリックは雄の怪物です。クライマックスでイヴと性交しながらパトリックが徐々に変身するシーンも、色々とアイデアを練りつつ描いていましたが、最終的に身体が透明なパトリックはパペットとして作られ、残念ながら上半身だけしか動かないと聞かされました。全身をフレームに収めても下半身は動かないため、メダックのラブシーンの撮り方は、かなり制限されるかも知れません:5」。そこでギーガーは問題を改善すべく、パトリックのさらなる変身という案を出してデザイン画を起こした。「私は敗北したわけじゃない。何より劇場に足を運ぶ観客をガッカリさせてはいけないと思い、『エイリアン3』で未使用に終わったデザインを、この作品に活かせるかもと考えました。パトリックに4本足のクリーチャー要素を採り入れて、少しだけ改良することが出来たと思う。メダックも下半身が動かないパペットを使うより、創造性を発揮して、自由に撮れます。フランクも私にそういう発想を期待していたのだと思います」:5。
『スピーシーズ2』で新たに登場するエイリアンのパトリックは、交尾形態と攻撃形態の2種がデザインされている。交尾形態は2足歩行のヒューマンタイプで:1-2、攻撃形態は獰猛な四足歩行の獣タイプ。いずれも前作のシルを遥かに超える巨体の怪物となっている:25。デザイン画に“Patrick Monster”、“Fighting Patrick”と命名されたエイリアン形態の股間には、交尾時のイヴに挿入する巨大なペニスと、射精用の大きな陰嚢（睾丸）が描かれている:29。パトリックの頭部から髪のような触手が伸びて、交尾前のイヴを包み込む描写は、ギーガーのデザイン画に描かれたアイデアによるもの:2。前屈姿勢の怪物の股間に、長く大きな陰茎と睾丸を描いたことから、雄のエイリアンが子作りの行為中に四つ足に変身する案をギーガーが考えていたことは明白だった。しかし大きな体躯の獣型クリーチャーがイヴの背後で腰を振ると獣姦に見えるせいか、ギーガーがデザイン画に織り込んだ交尾のアイデアは採用されず、パトリック・モンスターはイヴの中へ射精を終えたらしき後で初めてスクリーンに姿を現す。登場はラストバトルの１シーンのみだ。色々なことに妥協をしたギーガーは『スピーシーズ2』に、もっと初期の段階から参加させてもらえなかったことを残念に感じた:2。「スティーヴ・ジョンソンは間違いなくアニマトロニクスのクリーチャー制作において最高の人物の1人です。しかし私がデザインを完成させるまで待ってくれていたら、映画はもっと良いものになったはずです」と語るギーガーは、以下のように続けた。「結局、私はスティーヴのデザインをベースに作業する立場になって、自分のオリジナル・デザインを手がけたことにはなりませんでした。他人のデザインを改良して、ギーガー風に見せるというのは私の得意分野ではありません」:2。

## サウンド・トラック
ピーター・メダックが1990年に監督した『ザ・クレイズ 冷血の絆』の音楽を担当したマイケル・ケイメンは、その翌年のメダック監督作品『Let Him Have It』で、弟子のエドワード・シェアマーと共同で音楽制作をした。シェアマーは「ノートルダムのせむし男」を原作としたメダックのTVムービー『The Hunchback 』（1997年）の音楽に起用され、すでに何度も仕事上の関係を築いていた。その縁もあって『スピーシーズ2』に参加することになったという。
「前作は1995年の公開当時に観て、クリストファー・ヤングのスコアに感銘を受けていました。でも続編の依頼を受けたからといって、改めて見直すようなことはしませんでした」とシェアマーは語る。「登場人物たちが異なる『スピーシーズ2』は前作と全く違う物語だし、監督たちはセクシーなアプローチを模索していたので、私も白紙の状態から新鮮な目で取り組もうと思いました」。シェアマーは本作のスコアを電子音楽で奏でたいと考えていたが、打ち合わせの席でメダックはオーケストラの音色を使いたいと強く希望したため、電子音楽とオーケストラを融合させて使うことにした。
「『スピーシーズ2』は私がこうしたジャンルの映画に関わる初めての作品になりました。ジャンル・ムービーに関わる際、どんなに限界に挑もうとも、観客が期待するものから逃れることは出来ません。イヴは前作のシルとは違うキャラクターだし、彼女を共感できるキャラクターにしたいと思いました。それで過剰な音楽付けに抵抗したい欲もあって、叙情的で繊細な音を付けることにしました。作曲家として、これまで挑戦したことがない分野の音楽だったので、あの興奮とテンポを表わすのが難しかった」と話すシェアマーは、大きな効果音を使うジャンル・ムービーで、音楽が負けてしまった悔しさも覗かせた。「この手の映画にはよくあることですが、巨大な効果音と格闘しなければなりませんでした。もしかしたら繊細なスコアが、それによって失われてしまったかも知れません。イヴが単なるホラー映画の記号的なキャラクターだったら、この映画は成立しませんでしたし、私の小さなメロディが、彼女のキャラクターを拡張する手助けになっていたことを祈っています」。

## 評価
4月10日に全米で封切られた本作は、公開週末に『シティ・オブ・エンジェル』、『ロスト・イン・スペース』、『タイタニック』（公開17週目）に次いで第4位の740万ドルを稼いだ。しかし最終的な興行収入は2千681万ドルに留まり、1億1,300万ドルを稼いだ前作に遠く及ばず惨敗に終わった。マイケル・マドセンは2009年のインタビューで、「出演したことを誇りに思えない作品も沢山あるよ。『スピーシーズ2』はクソ映画だった。俺がそう批判したところでスタジオから文句を言われたことはないから、向こうも別に気にしてないんだろう」とコメントしている。監督のメダックは映画の失敗の原因を、前作ラストでシルの触手を食べて感染したネズミについて、続編で言及しなかったことだと話した。
レビュー収集サイトのRotten Tomatoesでは、34件の批評家レビューのうち支持率は僅か9％に留まった。同サイトの総合評価は「杜撰に作られた『スピーシーズ２』は、それほど優れていたわけではない前作が設定した、かなり低いハードルすら超えていない」というものである。映画評論家のジェームズ・ベラーディネリは「続編に戻って来たマイケル・マドセンとマーグ・ヘルゲンバーガーは、できる限りのことをしてギャラを掴み、逃げ出すつもりであることは明らか」と酷評しながらも「この映画には十分な血と裸とセックスがあり、退屈することはありません。10代の少年が喜びそうなZ級のエクスプロイテーション映画です」と付け加えた。『Gone with the Twins』のマイク・マッシーは「『スピーシーズ2』は、前作を商業的に成功させた血みどろのシーンとセクシュアリティ、そしてエイリアンの交尾の組み合わせを再利用することに主眼を置いている。『ターミネーター2』のように、かつての悪役が主人公側にいるという、おなじみのひねりも加えられた。 だが馬鹿馬鹿しさとグロテスクさが強調され、可能性に満ちていながらも酷く陳腐な続編になっている」と評して10点満点中3点を与えた。
エリアス・サヴァダは『Nitrate Online』の批評で、「『ゴッドファーザー PART II』や『バック・トゥ・ザ・フューチャー PART2』、『スター・ウォーズ 帝国の逆襲』などの素晴らしいパート２ものと比べると、『スピーシーズ2』は、悲鳴をあげたくなるほど酷い続編だ」として、0点をつけた。「パトリックが地球人の豊満な姉妹との異種族姦から、同族の女との性交まで、美女たちの性器に次々と種つけをする過剰な性描写は、インターネットポルノを閲覧する人には刺激になるだろうが、映画の欠点をさらに浮き彫りにするだけである」というサヴァダは、「二枚目の宇宙飛行士からセックス狂の生命体に変貌した男が、セレブの女から売春婦に至るまで多くの女性に産ませた子供たちは、殺虫剤で駆除されるようだ。しかし悪魔の種は、ゴキブリのように完全駆除が出来ない。いつかの未来に『スピーシーズ3』が現われる。ああ、なんて恐ろしいんだ！」と、1998年4月の時点でシリーズ3作目を予見していた。
映画、音楽、ポップカルチャーの解説をしているマーク・サブロフは、『オースティン・クロニクル』紙で「この馬鹿げた映画は、“多ければ多いほど良い”という典型的な続編のルールを踏襲している。妊婦の子宮を爆発させるスティーヴ・ジョンソンのおかげで大量のゴアと前作よりも突飛なプロット。唯一減少したのがヘンストリッジのヌードシーンで、片っ端から女性をセックスで妊娠させるパトリック・ロスとの交尾シーンが唯一のため、期待していたファンはガッカリするだろう」と書き、5点満点中1点をつけた。「お粗末な脚本と想像力の欠如した『スピーシーズ2』は、オリジナリティのかけらもない、セックスとバイオレンスだけの映画です。恐ろしいほど登場人物の誰にも感情移入が出来ず、この手の映画に必要とされる“おっぱいとケツ”、それにアクションが不足している」とサブロフは酷評した。
一方、映画討論番組『GenreVision』の制作、司会を務める映画ライターのドリュー・ディーチュは、「奇抜な特殊効果と狂気のモンスターを求める人なら、この映画を観るべきです。正直に言うと、このマスターレベルの下品さを楽しめない人がいるとは想像できません」と、本作を支持する記事を発表した。「『スピーシーズ2』は、これまで多くのメジャースタジオが製作したSFホラーの中でも最も卑猥で、最も下品で、最も残酷で、最も狂った映画の 1 つです。このような映画が大手スタジオからリリースされることは二度とないでしょう。私の観点からは圧倒的なA+クラスの評価です」とディーチュは絶賛している。ポップカルチャー・ウェブ『Set The Tape』のグレッグ・テイラーも「90 年代に登場したすべての SFホラー映画の中でも、『スピーシーズ2』は間違いなく最もバカバカしい作品の1つに数えられるが、それが魅力でもあります。大ヒットした『エイリアン2』のような続編には程遠いですが、J・キャメロンや大スターがいなくても楽しめます」と肯定的な批評をした。「異星人の遺伝子に感染した女性たちは、射精された数分後に陣痛を起こし、破裂した腹から子供が突き出たり、うごめく触手が現われる。これらは画期的とは程遠く、『エイリアン』、『遊星からの物体X』、『ビデオドローム』で見たものです。ピーター・メダックは印象に残ることよりも、ジャンルを噛み砕いて吐き出すことに全力を注いでいる。これはロジャー・コーマン、Ｄ・クローネンバーグ、J・カーペンターたちの作品を寄せ集めた最高級のビデオ店のキャンブだ」と、B級の楽しさを書いた。
『スピーシーズ2』は、『ギズモード』が選出する“映画史上最も恥ずかしいエイリアンの子作りシーン”にもランキングされた。「異星人パトリックが女性とセックスしているのを感じたイヴは、興奮のあまり野球のボールを握りつぶす。女性は急に妊娠し、その妹はパトリックとセックス中に、彼の身体から触手が生えているのに気づきます。その後、パトリックと交尾するイヴの乳首からも触手が伸びて、とても職場や学校で見られない描写になります」。

## ノベライズ
前作同様、女性作家イヴォンヌ・ナヴァロが、クリス・ブランカトーの脚本をベースに小説を執筆し、1998年7月1日にアメリカのTom Doherty Assoc Llcから発売された。研究所の監視下で生活するイヴは、テレビ番組以外は外の世界に触れたことがないため、スーパーマンが実在の人物かどうか分からないことや、以前に研究所から脱走を試みたことが小説で描かれる。序盤でパトリックの子を産む2人の成人女性は、姉妹ではなく大学時代からの友人同士で、1番目にセックスする方はリンジー、2番目にセックスする女性はクラウディアという名を与えられた。イヴォンヌが4ヵ月で書き上げたこの小説は、「自分を作家だと勘違いした重役によって有りえない編集と誤った文章を加えられ、私の抗議にもかかわらず不本意な形で出版された」と自身の公式サイトで述べている。